# ببارة
البَبارة (بالسيريلية: попара، وباليونانية: παπάρα, papara، وبالتركية: papara) هو طبق يُحضر من الخبز، وعادةً ما يكون الخبز قديماً، وتكون القشرة الخارجية للخبز سميكة، ثم يُنقع الخبز إما بالشاي الساخن والحليب أو المياه.

## المكونات
المكونات الرئيسية: خبز، وسكر أو عسل، وحليب أو ماء، وقميق، وجبن.

## الانتشار
يمكن ان نجد الببارة في البلاد الاتية:
- بلغاريا
- اليونان
- صربيا
- البوسنة والهرسك
- مقدونيا الشمالية
- تركيا والجبل الاسود